# Schreineria hashimotoi
Schreineria hashimotoi là một loài tò vò trong họ Ichneumonidae.